# L'amore e la violenza (Baustelle)
| Recensione           | Giudizio |
| -------------------- | -------- |
| Rolling Stone        |          |
| Sentireascoltare     |          |
| Rockol               |          |
| Ondarock             |          |
| NoteVerticali        |          |
| Il Mucchio Selvaggio |          |
| MelodicaMente        |          |

L'amore e la violenza è il settimo album in studio del gruppo musicale italiano Baustelle, pubblicato il 13 gennaio 2017.

## Descrizione
Nell'ottobre 2016 i Baustelle hanno pubblicato la canzone inedita Lili Marleen, ispirato all'omonimo brano contro la guerra, a sua volta derivato dalla poesia La canzone di una giovane sentinella di Hans Leip. Il brano è stato diffuso in download gratuito e in maniera indipendente dai Baustelle, che hanno contestualmente annunciato che non fa parte della lista di tracce del nuovo disco.
La data di pubblicazione del disco, ossia 13 gennaio 2017, il titolo L'amore e la violenza e le prime date ufficiali del tour del gruppo vengono comunicate il 28 novembre 2016. Il disco è composto da 12 tracce, è stato prodotto artisticamente da Francesco Bianconi e mixato da Pino "Pinaxa" Pischetola, stesso collaboratore di Franco Battiato. Nel disco è presente il brano Eurofestival il quale presenta diverse similitudini con la versione di Let's Stick Together interpretata da Bryan Ferry soprattutto nella parte ritmica e nella linea di basso.
La copertina e la tracklist ufficiale vengono diffuse il 5 dicembre 2016.
Il 23 dicembre 2016 viene annunciata la pubblicazione di Amanda Lear quale primo singolo estratto dall'album, un brano elettronico in diffusione dal 30 dicembre seguente.
Gli altri singoli pubblicati sono stati Il vangelo di Giovanni e Betty.
La canzone che chiude il disco, Ragazzina, è dedicata alla figlia di Bianconi.
Il disco pubblicato in formato vinile 33⅓ giri/min dal peso di 180g, è disponibile in edizione limitata con tiratura di 2500 copie numerate.

## Stile
L'amore e la violenza è stato definito da Francesco Bianconi un disco "oscenamente pop" e "colorato", ossia nato con l'intento di "mettere in collisione materiali e ispirazioni musicali di matrice diversa" e composto da "canzoni pop che per una volta non temono di rivelare una propria eccitante complessità".
Per la realizzazione dell'album non è stata utilizzata la batteria, sostituita da campionamenti di tamburi suonati da Sebastiano De Gennaro e microsamples tratti da vinili pubblicati tra il 1975 ed il 1982. La volontà di utilizzare un timbro analogico viene ulteriormente accentuata dall'assenza di un'orchestra, presente in maniera massiccia nel precedente album Fantasma. Al posto dell'orchestra il gruppo ha preferito utilizzare sintetizzatori, minimoog, un mellotron e un organo Vox Continental, affiancati da strumenti più tradizionali quali pianoforte, chitarre elettriche e marimba.

## Copertina
La copertina del disco, realizzata da Gianluca Moro, è ispirata al film del 1968 Se..., interpretato da Malcolm McDowell. Hanno preso parte alla foto l'attrice Anna Terio e la musicista Francesca Pizzo.

## Vendite
Il disco ha debuttato alla seconda posizione nella classifica degli album più venduti in Italia stilata dalla FIMI, mentre ha esordito direttamente in vetta nella classifica relativa ai vinili.

## Tracce
Testi di Francesco Bianconi, eccetto dove indicato.
1. Love – 0:53 (musica: Francesco Bianconi)
2. Il Vangelo di Giovanni – 4:00 (musica: Francesco Bianconi, Diego Palazzo)
3. Amanda Lear – 4:24 (musica: Francesco Bianconi, Diego Palazzo)
4. Betty – 3:44 (musica: Francesco Bianconi, Rachele Bastreghi)
5. Eurofestival – 3:48 (testo: Francesco Bianconi, Simone Lenzi – musica: Francesco Bianconi, Rachele Bastreghi, Claudio Brasini)
6. Basso e batteria – 3:31 (musica: Francesco Bianconi, Diego Palazzo, Rachele Bastreghi)
7. La musica sinfonica – 3:43 (musica: Francesco Bianconi, Diego Palazzo, Rachele Bastreghi)
8. Lepidoptera – 3:30 (musica: Francesco Bianconi, Rachele Bastreghi, Claudio Brasini)
9. La vita – 4:48 (musica: Francesco Bianconi, Claudio Brasini)
10. Continental Stomp – 0:52 (musica: Francesco Bianconi, Diego Palazzo, Rachele Bastreghi, Ettore Bianconi)
11. L'era dell'acquario – 3:06 (musica: Francesco Bianconi, Diego Palazzo, Rachele Bastreghi, Ettore Bianconi)
12. Ragazzina – 4:12 (musica: Francesco Bianconi)

## Crediti

### Gruppo
- Francesco Bianconi – voce, cori, chitarra acustica, chitarra elettrica, mellotron, battito di mani, sintetizzatore, pianoforte, vocoder, tastiere, batteria elettronica, ARP
- Rachele Bastreghi – voce, cori, tastiere, mellotron, battito di mani, sintetizzatore, pianoforte, Fender Rhodes, organo Hammond, ARP, vocoder
- Claudio Brasini – chitarra acustica, chitarra elettrica

### Altri musicisti
- Sebastiano De Gennaro – marimba, percussioni, timpani, vibrafono, battito di mani
- Alessandro Maiorino – basso, contrabbasso
- Ettore Bianconi (su 6 e 8) – battito di mani, batteria elettronica
- Diego Palazzo – mellotron, cori
- Claudio Guidetti (su 12) – bouzouki, chitarra acustica, chitarra elettrica, chitarra a 6 corde, chitarra a 12 corde, pedal steel guitar
- Andrea Faccioli – chitarra acustica, lap steel guitar
- Marco Tagliola – vocoder, batteria elettronica
- Vittoria De Marco – voce (su 3)
- Ivan A. Rossi – sintetizzatore
- Maria Silvana Pavan – pianoforte (su 2)
- Roberto Romano – clarinetto (su 8)

### Produzione
- Francesco Bianconi – produzione
- Pino Pischetola – missaggio
- Marco Tagliola – produzione, registrazione, editing
- Giovanni Versari – mastering
- Edoardo Fracassi, Riccardo Samperi – editing aggiuntivo
- Alessandro La Cava, Ettore Bianconi, Paolo Bigazzi Alderigi, Stefania Bonomini – assistenti di studio e fonici aggiuntivi
- Paolo De Francesco – artwork
- Gianluca Moro, Federico Giammattei – foto
- Ilvo Bianconi, Luca Bernini, Michele Annechini – produzione esecutiva

## Classifiche
| Classifica (2017) | Posizione massima |
| ----------------- | ----------------- |
| Italia            | 2                 |